# Waltersbach (Dernbach)
Der Waltersbach ist ein knapp einen halben Kilometer langer Bach im südöstlichen Pfälzerwald auf der Gemarkung der Ortsgemeinde Ramberg im rheinland-pfälzischen Landkreis Südliche Weinstraße, der von links und Norden in den Dernbach mündet.

## Verlauf
Der Waltersbach entspringt im Pfälzerwald nördlich von Ramberg und südsüdwestlich vom Waltersberg (558 m ü. NHN) auf etwa 320 m ü. NHN. Er fließt zunächst in südsüdwestlicher Richtung durch Mischwaldgelände durchfließt dann einen kleinen Teich und mündet schließlich in der Flur In der Waltersbach am nordwestlichen Zipfel von Ramberg auf etwa 282 m von links in den Dernbach.